# Sturmtruppen Skinheads
Sturmtruppen Skinheads, ehemals nur Sturmtruppen, ist eine schweizerische Rechtsrock-Band aus Basel. Anfang der 1990er war sie die bekannteste Rechtsrock-Band des Landes.

## Bandgeschichte
Die Band wurde 1988 unter dem Namen Sturmtruppen gegründet. Musikalisch lehnte man den Stil an die deutsche Band Böhse Onkelz sowie die französischen Légion 88 an. Das Debütalbum Es ist Beit wurde über das französische Label Rebelles Européens veröffentlicht. In Deutschland wurde es wegen seiner überwiegend ausländerfeindlichen Texte von der Bundesprüfstelle für jugendgefährdende Medien indiziert.
Mehrere Mitglieder der Band waren in der Nationalistischen Jugend Schweiz organisiert. Um 1996 benannte Guido U. die Band in Sturmtruppen Skinheads um und produzierte die CD Basler Jungs. Die Band veröffentlichte eine Reihe von Alben über verschiedene Labels wie Funny Sounds und NS-Records, unter anderem eine Split-CD mit Hauptkampflinie.

## Diskografie

### Als Sturmtruppen
+ 1989:  Demo
- 1992: Es ist Beit  (Rebelles Européens) (indiziert)
- 1996: The Best of (NS-Records) (indiziert[5])
- 2018: Rufst du mein Vaterland ( RMK )

### Als Sturmtruppen Skinheads
- 1996: Basler Freunde (Funny Sounds)
- 1998: Die Zukunft (Funny Sounds)
- 1999: Wir sind Skinheads
- 2001: Ehre (Pühses Liste) (auch als Split mit Hauptkampflinie veröffentlicht)